# Eubranchus doriae
Eubranchus doriae är en snäckart som först beskrevs av Trinchese 1874.  Eubranchus doriae ingår i släktet Eubranchus och familjen Eubranchidae. Inga underarter finns listade i Catalogue of Life.